# Fantastic voyage
 (mars 2011).
Si vous disposez d'ouvrages ou d'articles de référence ou si vous connaissez des sites web de qualité traitant du thème abordé ici, merci de compléter l'article en donnant les références utiles à sa vérifiabilité et en les liant à la section « Notes et références ».
 (mars 2011).

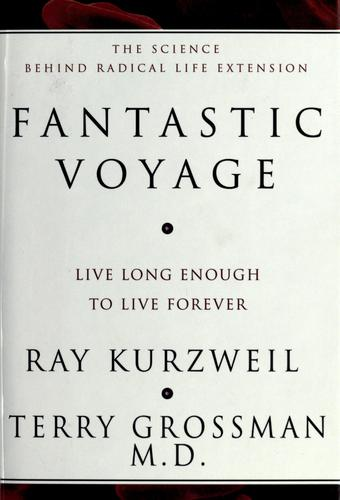
Couverture du livre Fantastic Voyage: Live Long Enough to Live Forever

Fantastic voyage est un concept de prise en charge de la santé par les propres intéressés visant la longévité en bonne santé.
Le texte fondateur est le livre Fantastic voyage de Ray Kurzweil et Terry Grossman traduit au français sous le titre Serons-nous immortels ? paru en 2006.
L'argument principal des auteurs réside dans le fait que l'humanité se trouve à l'aube d'importantes découvertes qui aboutiront à un rallongement exceptionnel de la durée de vie grâce à la recherche génétique et au développement des nanotechnologies.
La recherche de la longévité en bonne santé, sans jamais avoir utilisé le terme Immortalité est un vieux rêve de l'humanité.
Dans ce concept, l'immortalité est prise en considération en tant qu'utopie, sans jamais nier que le fait qu'il s'agit d'un but irréalisable. En revanche, les progrès de la science laissent espérer en toute objectivité qu'il est possible de songer à attendre plusieurs centaines d'années, voire des millénaires. 
Ceci pose évidemment, des problèmes éthiques, religieux, philosophiques, politiques, sociologiques et psychologiques, mais l'humanité, tout au long de son histoire a toujours été en butte à des problèmes de cet ordre et les adeptes de ce concept sont convaincus qu'elle finira par trouver les solutions ou s'y adapter.
Les auteurs établissent trois "ponts" dans la chronologie de la recherche :
- pont un : l'époque actuelle. L'administration d'antioxydants et compléments alimentaires ainsi que la prise d'examens cherchant à établir des anomalies et prédispositions pathologiques ;
- pont deux : prévu pour dans une quinzaine d'années (le manifeste date de 2006). L'éclosion de la médecine génétique et la reconstitution d'organes grâce à la recherche sur les cellules souches ;
- pont trois : dans une trentaine d'années. Le développement des nanotechnologies, avec la production de nanomachines qui pourront prendre en charge les fonctions vitales de l'organisme avec une efficacité et rendement supérieurs à ce que la nature permet aujourd'hui.

Le corollaire de ces thèses est que si une personne normalement constituée atteint en bonne santé le point trois, les portes sont ouvertes pour une vie pouvant atteindre plusieurs siècles.